# Declan Rice
Declan Rice (sinh ngày 14 tháng 1 năm 1999) là một cầu thủ bóng đá chuyên nghiệp người Anh hiện đang thi đấu cho câu lạc bộ Premier League Arsenal và đội tuyển bóng đá quốc gia Anh ở vị trí tiền vệ. Nổi tiếng nhờ lối chơi giàu thể lực, khả năng tắc bóng xuất sắc và khả năng xử lý bóng hoàn hảo, anh được đánh giá là một trong những tiền vệ xuất sắc nhất thế giới trong thế hệ của mình.
Trưởng thành từ học viện đào tạo bóng đá trẻ của Chelsea, Rice bắt đầu sự nghiệp chuyên nghiệp của mình tại West Ham United, và tiếp tục khẳng định mình là một cầu thủ quan trọng của câu lạc bộ, đưa câu lạc bộ vào đến bán kết UEFA Europa League ở mùa giải 2021–22, và dẫn dắt câu lạc bộ giành danh hiệu UEFA Europa Conference League vào năm 2023, đồng thời được vinh danh là cầu thủ của mùa giải. Vào tháng 7 cùng năm, Rice đồng ý chuyển đến Arsenal với giá được báo cáo là 100 triệu bảng, tạo thành kỷ lục phí chuyển nhượng chung của câu lạc bộ và nước Anh (với Jack Grealish).
Sinh ra ở Anh, Rice có ông bà nội là người Ireland và trước đây từng đại diện cho đội tuyển Cộng hòa Ireland ở cả cấp độ trẻ và cấp chuyên nghiệp. Sau đó, anh chuyển sang đầu quân cho đội tuyển Anh vào năm 2019, kể từ đó anh đại diện cho quốc gia tham dự hai kỳ UEFA Euro (vào các năm 2020 và 2024, và cả hai lần đều giành ngôi á quân) và FIFA World Cup 2022.

## Sự nghiệp cấp câu lạc bộ
Rice sinh ra và lớn lên ở Kingston upon Thames, London. Ông bà nội của anh đến từ Douglas, Hạt Cork. Anh lớn lên ở Kingston upon Thames và gia nhập học viện của Chelsea năm 2006, khi còn là một đứa trẻ 7 tuổi. Năm 2014, sau khi hoàn tất thời gian học ở tuổi 14, anh gia nhập học viện của West Ham United.

### West Ham United

#### 2015–2020

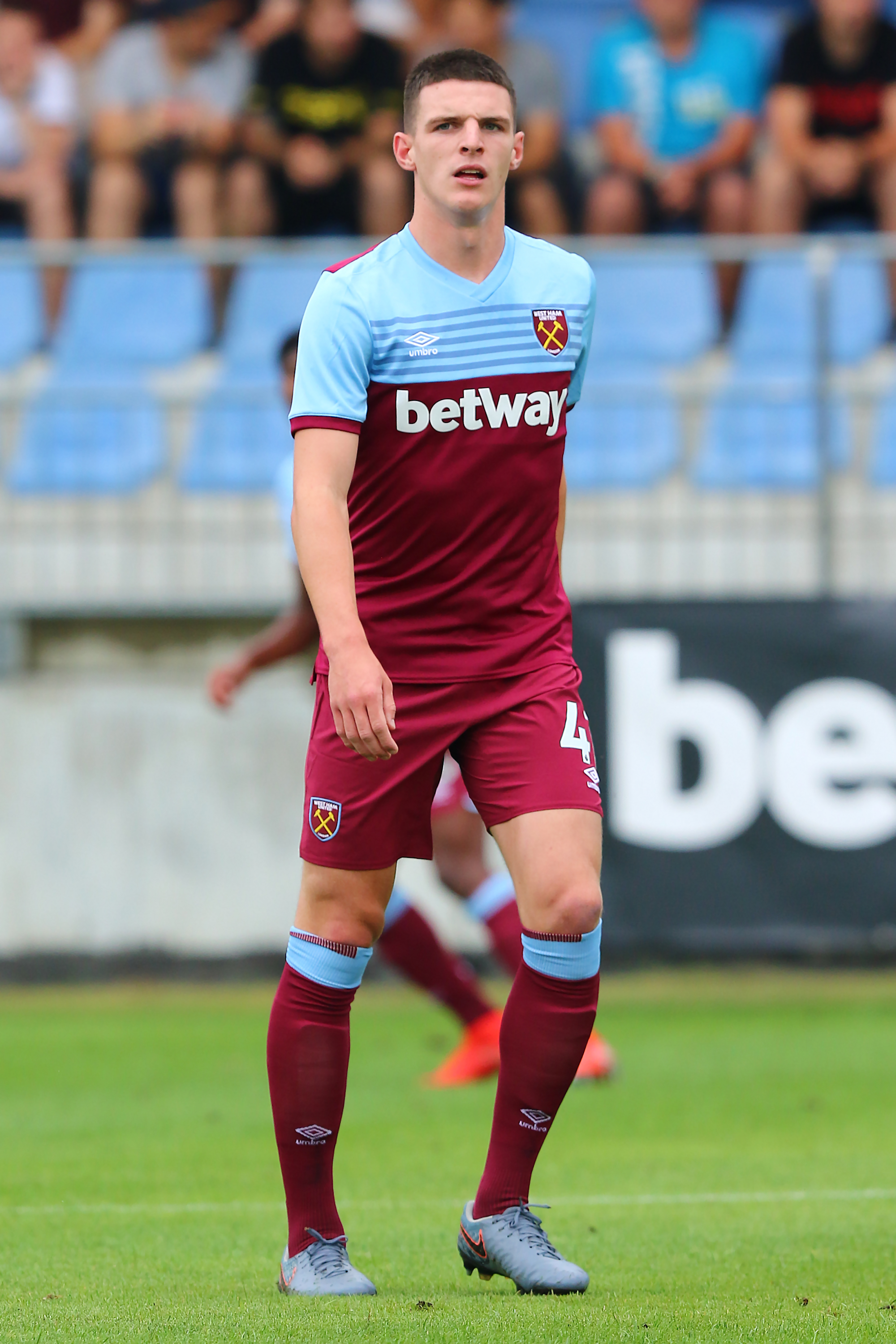
Rice chơi cho West Ham United vào năm 2019

Ngày 16 tháng 12 năm 2015, chỉ hơn một năm sau khi gia nhập West Ham United ở cấp độ trẻ, Rice đã ký hợp đồng chuyên nghiệp đầu tiên với câu lạc bộ. Rice được triệu tập lần đầu tiên vào đội hình đội 1 West Ham để thi đấu với Sunderland và Everton vào tháng 4 năm 2017, sau khi gây ấn tượng trong đội hình U23. Anh có trận ra mắt trước Burnley vào ngày cuối cùng của Premier League mùa giải 2016–17, vào sân ở phút thứ 91 thay cho Edimilson Fernandes trong chiến thắng 2–1, 5 ngày sau khi làm đội trưởng U23, thăng hạng với chiến thắng 2–1 trước Newcastle United. Ngày 19 tháng 8 năm 2017, anh chơi trọn trận đầu tiên tại Giải bóng đá Ngoại hạng Anh trong trận thua 3–2 tại Southampton.
Tháng 4 năm 2018, Rice giành á quân giải thưởng cầu thủ West Ham của năm 2017–18, sau Marko Arnautović. Ngày 22 tháng 12, anh có trận ra sân lần thứ 50 cho West Ham, trở thành cầu thủ thiếu niên đầu tiên đạt tới cột mốc này sau Michael Carrick. Ngày 28 tháng 12, Rice ký hợp đồng mới cho đến năm 2024 với tùy chọn gia hạn thêm 1 năm. Ngày 12 tháng 1 năm 2019, Rice đã ghi bàn thắng đầu tiên cho West Ham và được bầu là cầu thủ xuất sắc trận đấu trong chiến thắng 1–0 trước Arsenal, trong trận đấu thứ 50 của West Ham tại sân vận động London. Ngày 20 tháng 4 năm 2019, Rice có tên trong danh sách rút gọn cho giải thưởng Cầu thủ trẻ xuất sắc nhất năm của PFA, cuối cùng giải này được trao cho đồng đội người của Rice, Raheem Sterling ngày 28 tháng 4. Cuối mùa giải 2018–19, anh được vinh danh là Cầu thủ của năm và giành giải thưởng cho màn trình diễn cá nhân của mùa giải, với chiến thắng trước Arsenal và giành giải cầu thủ trẻ West Ham của năm mùa thứ ba liên tiếp.

#### 2020–2023

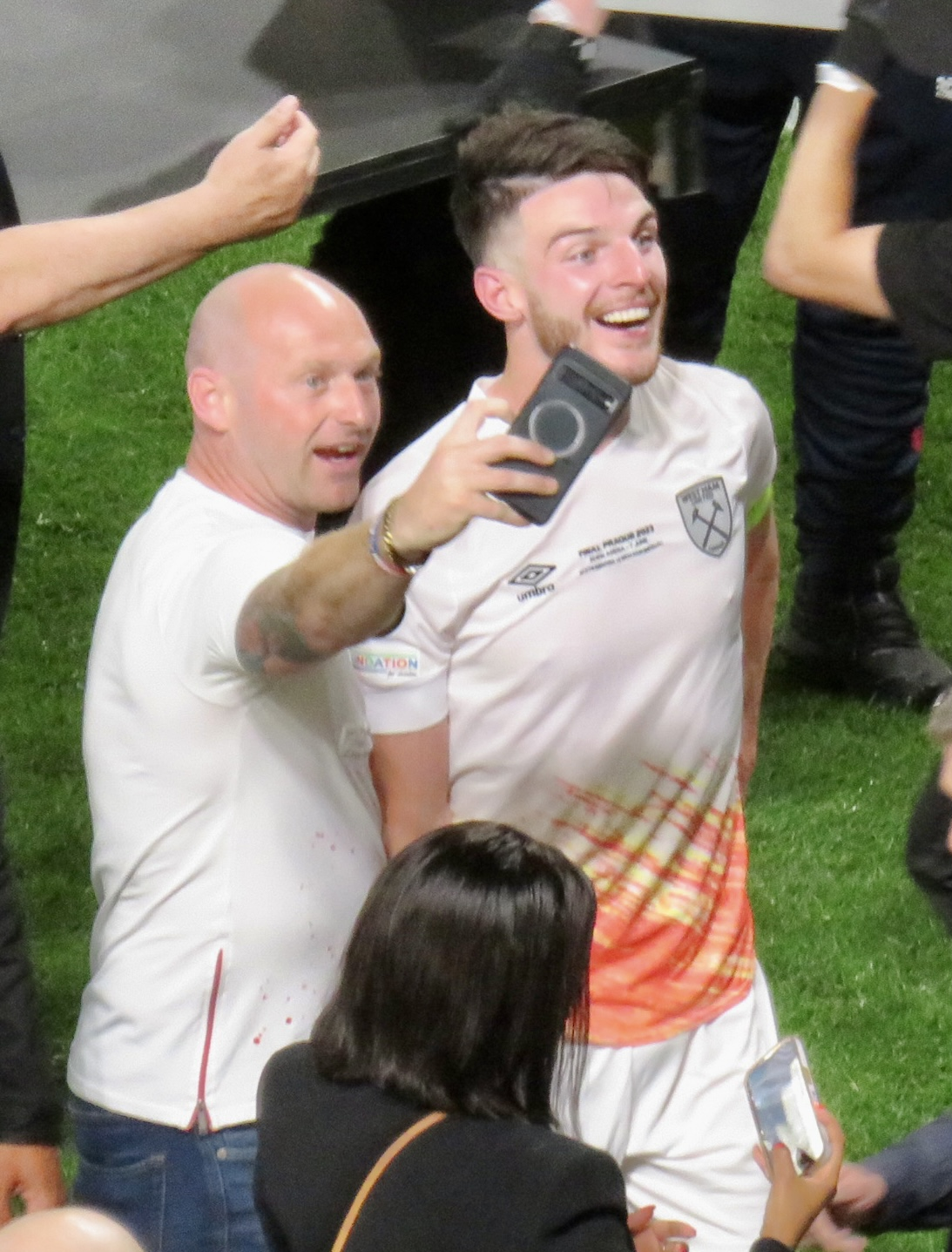
Rice (bên phải) ăn mừng trên sân sau khi giành chiến thắng trong trận chung kết UEFA Europa Conference League 2023 cùng West Ham United

Vào ngày 15 tháng 2 năm 2021, Rice ghi bàn thắng đầu tiên trong mùa giải khi anh thực hiện thành công quả phạt đền và đưa đội vươn lên dẫn trước Sheffield United trong chiến thắng trên sân nhà kết thúc với tỷ số 3–0. Vào tháng 4 năm 2021, sau khi đã chơi trong tất cả các trận đấu của West Ham cho đến thời điểm này trong mùa giải 2020–21, Rice đã phải ngồi ngoài trong bốn tuần do chấn thương đầu gối gặp phải khi làm nhiệm vụ quốc tế với đội tuyển Anh.
Vào ngày 16 tháng 9 năm 2021, Rice đã có trận ra mắt châu Âu và ghi bàn thắng đầu tiên tại châu Âu trong chiến thắng 2–0 trên sân khách trước Dinamo Zagreb tại Europa League. Vào ngày 9 tháng 5 năm 2022, Rice được vinh danh là cầu thủ xuất sắc nhất năm của The Hammer lần thứ hai. Sau chiến dịch Europa League của West Ham, nơi họ lọt vào bán kết, Rice đã được vinh danh trong Đội hình tiêu biểu của UEFA Europa League 2021–22 cùng với người đồng đội Craig Dawson. Sau khi Mark Noble giải nghệ vào tháng 5 năm 2022, Rice được bổ nhiệm làm đội trưởng của West Ham.
Vào ngày 16 tháng 10 năm 2022, Rice mở tài khoản ghi bàn của mình trong mùa giải, ghi một bàn thắng từ cự ly 22 mét để giúp West Ham giành được một điểm trong trận hòa 1–1 trước Southampton. Vào ngày 20 tháng 4 năm 2023, Rice ghi bàn thắng thứ ba cho West Ham trong chiến thắng 4–1 tại UEFA Europa Conference League trước đội bóng Bỉ Gent, anh dẫn bóng hơn 50 mét trước khi vượt qua thủ môn Gent Davy Roef, tạo nên bàn thắng được The Daily Telegraph dán nhãn là "có lẽ là cú sút nổi bật nhất trong sự nghiệp của Rice". Vào tháng 5 năm 2023, anh một lần nữa được vinh danh là Cầu thủ xuất sắc nhất năm cho mùa giải 2022–23. Vào ngày 8 tháng 6 năm 2023, Rice được UEFA vinh danh là cầu thủ xuất sắc nhất mùa giải của Europa Conference League khi Rice dẫn dắt West Ham giành chức vô địch châu Âu lần đầu tiên kể từ năm 1965 sau chiến thắng 2–1 trước Fiorentina trong trận chung kết một ngày trước đó. Trong mùa giải 2022–23, Rice giành được quyền sở hữu bóng nhiều hơn bất kỳ cầu thủ nào khác của Premier League. Anh cũng là người có nhiều pha đánh chặn bóng nhất trong số tất cả các cầu thủ Premier League.
Rice rời West Ham vào tháng 7 năm 2023 để gia nhập Arsenal. Anh đã chơi 245 trận cho West Ham, ghi được 15 bàn thắng. Anh là một trong ba đội trưởng duy nhất của West Ham, cùng với Bobby Moore và Billy Bonds, đã dẫn dắt câu lạc bộ giành được một danh hiệu lớn. Chủ tịch West Ham David Sullivan cho biết câu lạc bộ không muốn bán cầu thủ này, tuyên bố rằng họ muốn xây dựng đội bóng xung quanh anh ấy, nhưng Rice đã nói rõ rằng anh ấy muốn ra đi. Rice chia sẻ về vụ chuyển nhượng này: "Cuối cùng, mục tiêu của tôi chỉ là chơi ở cấp độ cao nhất của trò chơi này."

### Arsenal

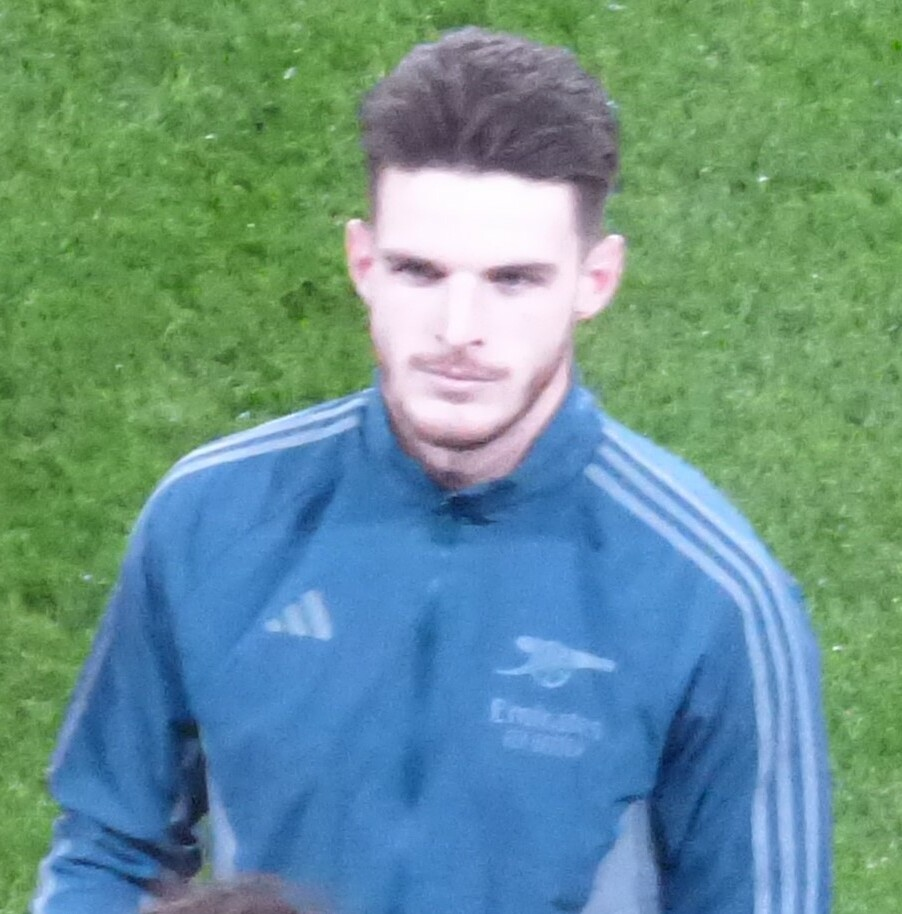
Rice trong màu áo Arsenal vào năm 2023

Vào ngày 15 tháng 7 năm 2023, Rice đã ký hợp đồng dài hạn với câu lạc bộ Arsenal thuộc giải Ngoại hạng Anh. Có thông tin cho rằng phí chuyển nhượng là kỷ lục ban đầu của câu lạc bộ là 100 triệu bảng Anh, có khả năng tăng thêm 5 triệu bảng Anh, sau đó là các khoản phụ phí, giúp anh trở thành cầu thủ Anh đắt giá nhất, ngang bằng với kỷ lục trước đó do Jack Grealish nắm giữ. Cấu trúc của vụ chuyển nhượng được đưa ra là West Ham sẽ nhận được 50 triệu bảng Anh ngay lập tức và thêm 50 triệu bảng Anh nữa vào mùa hè năm 2024. Họ cũng sẽ nhận được 1 triệu bảng Anh mỗi khi Arsenal đủ điều kiện tham dự Champions League trong thời gian anh ấy ở câu lạc bộ và 1 triệu bảng Anh nếu anh ấy chơi 60 phần trăm số trận trong một mùa giải, với khoản thanh toán đó được giới hạn ở mức 5 triệu bảng Anh.
Rice ra mắt Arsenal vào ngày 6 tháng 8 trong trận đấu với Manchester City F.C. tại FA Community Shield 2023, trận đấu mà Arsenal đã giành chiến thắng 4–1 trên chấm luân lưu sau khi hòa 1–1. Vào ngày 12 tháng 8, Rice đã ra sân ngay từ đầu trong trận mở màn của Arsenal tại mùa giải Premier League 2023–24, chiến thắng 2–1 trên sân nhà trước Nottingham Forest. Vào ngày 3 tháng 9, anh ghi bàn thắng đầu tiên cho Arsenal trong thời gian bù giờ để giúp đội bóng của anh dẫn trước 2–1 trước Manchester United trong trận đấu kết thúc với chiến thắng 3–1.
Rice được công bố là ứng cử viên cho giải thưởng Cầu thủ nam xuất sắc nhất FIFA dựa trên màn trình diễn của anh cho cả câu lạc bộ London và đội tuyển quốc gia. Vào ngày 11 tháng 2, Rice ghi bàn thắng đầu tiên vào lưới câu lạc bộ cũ của mình, West Ham United, trong chiến thắng 6–0 tại Sân vận động London, đây là trận thua sân nhà tệ nhất của West Ham tại giải đấu kể từ năm 1963 trước Blackburn Rovers.

## Sự nghiệp quốc tế
Mặc dù sinh ra ở London, Rice vẫn đủ điều kiện chơi cho Ireland vì ông bà của anh đến từ Cork. Ngày 19 tháng 3 năm 2017, Rice được bầu chọn là cầu thủ U17 của Cộng hòa Ireland trong năm. Ngày 23 tháng 5 năm 2017, chỉ vài ngày sau khi ra mắt Premier League, Rice đã có tên trong đội hình của Cộng hòa Ireland để chơi giao hữu với Mexico và Uruguay và vòng loại World Cup 2018 trên sân nhà của Áo. Anh ra mắt trong màu áo đội tuyển quốc gia vào ngày 23 tháng 3 năm 2018 trong trận thua 1–0 trước Thổ Nhĩ Kỳ.

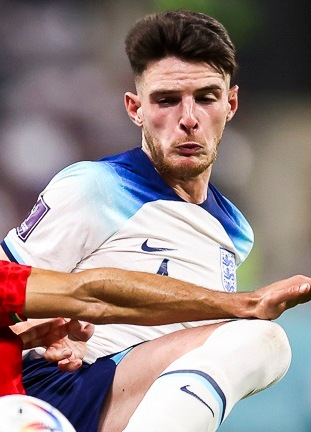
Rice chơi cho Anh tại FIFA World Cup 2022

Tháng 8 năm 2018, Rice không được HLV Martin O'Neill triệu tập để đối đầu Xứ Wales, ông đã phát biểu rằng Rice đang xem xét chuyển sang chơi cho đội tuyển Anh sau khi được mời. Đến tháng 11 năm 2018, sau 3 lần bị O'Neill loại, Rice cho biết anh chưa quyết định nên chơi cho Ireland hay Anh. Vào tháng 12 năm 2018, Rice đã gặp người HLV mới của Ireland Mick McCarthy và trợ lý, Robbie Keane. McCarthy nói rằng Rice là đội trưởng tiềm năng của Ireland trong tương lai và ông ấy sẽ xây dựng đội bóng xung quanh Rice nếu anh ấy quyết định chơi cho Cộng hòa Ireland.
Ngày 13 tháng 2 năm 2019, Rice đã cam kết tương lai với đội tuyển Anh. và đến ngày 5 tháng 3, sự thay đổi quyết định của anh đã được FIFA xác nhận. Ngày 13 tháng 3, anh được tuyển Anh triệu tập cho trận đấu vòng loại UEFA Euro 2020 với Cộng hòa Séc và Montenegro. Anh ra mắt màu áo đội tuyển Anh vào ngày 22 tháng 3, vào sân thay người phút thứ 63 trong trận đấu với Cộng hòa Séc tại sân vận động Wembley.
Ngày 25 tháng 3 năm 2019, huấn luyện viên đội tuyển Anh Gareth Southgate đã cho Rice ra mắt đội tuyển quốc gia Anh trong chiến thắng 5–1 trước Montenegro. Sau mùa giải thành công, anh đã được trao một vị trí trong đội hình tuyển Anh cho vòng chung kết UEFA Nations League. Đội tuyển Anh sau đó kết thúc giải với vị trí thứ ba chung cuộc.
Tại Euro 2020, anh và các đồng đội lần đầu tiên lọt vào trận chung kết và chịu thất thủ trước Ý, qua đó giành vị trí á quân chung cuộc. Đến kỳ World Cup 2022, anh cùng với các đồng đội dừng bước ở vòng tứ kết trước đội tuyển Pháp; và sang kỳ Euro 2024, anh và các đồng đội tiếp tục lỡ hẹn với chiếc cúp vô địch khi thua Tây Ban Nha trong trận chung kết.

## Thống kê sự nghiệp

### Câu lạc bộ
Tính đến ngày 25 tháng 5 năm 2025
| Câu lạc bộ           | Mùa giải            | Giải đấu            | Giải đấu | Giải đấu | Cúp FA | Cúp FA | Cúp Liên đoàn | Cúp Liên đoàn | Châu Âu | Châu Âu | Khác | Khác | Tổng cộng | Tổng cộng |
| Câu lạc bộ           | Mùa giải            | Hạng đấu            | Trận     | Bàn      | Trận   | Bàn    | Trận          | Bàn           | Trận    | Bàn     | Trận | Bàn  | Trận      | Bàn       |
| -------------------- | ------------------- | ------------------- | -------- | -------- | ------ | ------ | ------------- | ------------- | ------- | ------- | ---- | ---- | --------- | --------- |
| U-23 West Ham United | 2016–17             | —                   | —        | —        | —      | —      | —             | —             | —       | —       | 2    | 0    | 2         | 0         |
| U-23 West Ham United | 2017–18             | —                   | —        | —        | —      | —      | —             | —             | —       | —       | 1    | 0    | 1         | 0         |
| U-23 West Ham United | Tổng cộng           | Tổng cộng           | —        | —        | —      | —      | —             | —             | —       | —       | 3    | 0    | 3         | 0         |
| West Ham United      | 2016–17             | Premier League      | 1        | 0        | 0      | 0      | 0             | 0             | 0       | 0       | —    | —    | 1         | 0         |
| West Ham United      | 2017–18             | Premier League      | 26       | 0        | 1      | 0      | 4             | 0             | —       | —       | —    | —    | 31        | 0         |
| West Ham United      | 2018–19             | Premier League      | 34       | 2        | 1      | 0      | 3             | 0             | —       | —       | —    | —    | 38        | 2         |
| West Ham United      | 2019–20             | Premier League      | 38       | 1        | 2      | 0      | 0             | 0             | —       | —       | —    | —    | 40        | 1         |
| West Ham United      | 2020–21             | Premier League      | 32       | 2        | 2      | 0      | 1             | 0             | —       | —       | —    | —    | 35        | 2         |
| West Ham United      | 2021–22             | Premier League      | 36       | 1        | 3      | 1      | 1             | 0             | 10      | 3       | —    | —    | 50        | 5         |
| West Ham United      | 2022–23             | Premier League      | 37       | 4        | 2      | 0      | 0             | 0             | 11      | 1       | —    | —    | 50        | 5         |
| West Ham United      | Tổng cộng           | Tổng cộng           | 204      | 10       | 11     | 1      | 9             | 0             | 21      | 4       | —    | —    | 245       | 15        |
| Arsenal              | 2023–24             | Premier League      | 38       | 7        | 1      | 0      | 1             | 0             | 10      | 0       | 1    | 0    | 51        | 7         |
| Arsenal              | 2024–25             | Premier League      | 35       | 4        | 1      | 0      | 3             | 1             | 13      | 4       | —    | —    | 52        | 9         |
| Arsenal              | Tổng cộng           | Tổng cộng           | 73       | 11       | 2      | 0      | 4             | 1             | 23      | 4       | 1    | 0    | 103       | 16        |
| Tổng cộng sự nghiệp  | Tổng cộng sự nghiệp | Tổng cộng sự nghiệp | 277      | 21       | 13     | 1      | 13            | 1             | 44      | 8       | 4    | 0    | 351       | 31        |

1. 1 2  Số lần ra sân tại EFL Trophy
2. ↑  Số lần ra sân tại UEFA Europa League
3. ↑  Số lần ra sân tại UEFA Europa Conference League
4. 1 2  Số lần ra sân tại UEFA Champions League
5. ↑  Ra sân tại FA Community Shield

### Đội tuyển quốc gia
Tính đến ngày 24 tháng 3 năm 2025
| Đội tuyển quốc gia | Năm       | Trận | Bàn |
| ------------------ | --------- | ---- | --- |
| Cộng hòa Ireland   | 2018      | 3    | 0   |
| Tổng cộng          | Tổng cộng | 3    | 0   |
| Anh                | 2019      | 7    | 0   |
| Anh                | 2020      | 6    | 1   |
| Anh                | 2021      | 14   | 1   |
| Anh                | 2022      | 12   | 0   |
| Anh                | 2023      | 9    | 1   |
| Anh                | 2024      | 14   | 2   |
| Anh                | 2025      | 2    | 0   |
| Tổng cộng          | Tổng cộng | 64   | 5   |

#### Bàn thắng quốc tế
Tính đến ngày 13 tháng 10 năm 2024.
| # | Ngày                 | Địa điểm                                          | Số trận | Đối thủ          | Bàn thắng | Kết quả | Giải đấu                      |
| - | -------------------- | ------------------------------------------------- | ------- | ---------------- | --------- | ------- | ----------------------------- |
| 1 | 18 tháng 11 năm 2020 | Sân vận động Wembley, London, Anh                 | 13      | Iceland          | 1–0       | 4–0     | UEFA Nations League 2020–21   |
| 2 | 2 tháng 9 năm 2021   | Puskás Aréna, Budapest, Hungary                   | 27      | Hungary          | 4–0       | 4–0     | Vòng loại FIFA World Cup 2022 |
| 3 | 23 tháng 3 năm 2023  | Sân vận động Diego Armando Maradona, Naples, Ý    | 40      | Ý                | 1–0       | 2–1     | Vòng loại UEFA Euro 2024      |
| 4 | 7 tháng 9 năm 2024   | Sân vận động Aviva, Dublin, Cộng hòa Ireland      | 59      | Cộng hòa Ireland | 1–0       | 2–0     | UEFA Nations League 2024–25   |
| 5 | 13 tháng 10 năm 2024 | Sân vận động Olympic Helsinki, Helsinki, Phần Lan | 62      | Phần Lan         | 3–0       | 3–1     | UEFA Nations League 2024–25   |

## Danh hiệu
West Ham United
- UEFA Europa Conference League: 2022–23[81]

Arsenal
- FA Community Shield: 2023[82]

Anh
- UEFA European Championship á quân: 2020, 2024[83]
- UEFA Nations League hạng ba: 2018–19[84]

Cá nhân
- Cầu thủ trẻ xuất sắc nhất năm của West Ham United: 2016-17,[85] 2017-18 [86]
- Cầu thủ U17 của Cộng hòa Ireland: 2017 [53]
- Cầu thủ U19 của Cộng hòa Ireland: 2018 [53]
- Cầu thủ trẻ xuất sắc nhất Cộng hòa Ireland: 2019 [87]
- Giải thưởng bóng đá Luân Đôn: Cầu thủ trẻ của năm: 2019 [88]
- Cầu thủ trẻ xuất sắc nhất năm 2019 Cộng hòa Ireland [89]